# Ed Parker
 (mars 2009).
Si vous disposez d'ouvrages ou d'articles de référence ou si vous connaissez des sites web de qualité traitant du thème abordé ici, merci de compléter l'article en donnant les références utiles à sa vérifiabilité et en les liant à la section « Notes et références ».
Ed Parker, de son vrai nom Edmund Kealoha, né le 19 mars 1931 et mort le 15 décembre 1990 est le fondateur de l'American kenpo, promoteur des arts martiaux et écrivain.

## Biographie
Américain d'origine Hawaïenne, il va commencer l'apprentissage de l'American kenpo d'abord sous la direction de Franck Chow, qui le présentera plus tard à son frère : le professeur William K.S Chow, l'initiateur de la branche hawaïenne de kenpo.
Après sa ceinture noire et son arrivée sur le continent américain, il va entamer à partir de ses connaissances martiales (ceinture noire en kenpo hawaïen, ceinture noire en judo et boxeur) et ses expériences du combat de rue, l'élaboration d'un nouveau système de combat.
Pour atteindre ses objectifs, il fera des échanges et des recherches au sein d'autres disciplines martiales, et ce grâce à son tournoi d'arts martiaux de Long Beach en Californie (grâce et essentiellement par lequel il est connu du grand public).
Sa fréquentation du monde d'Hollywood et d'Elvis Presley le fait connaître également.
De 1954 au début des années 1980, il va structurer son Art et le faire évoluer progressivement vers un système de combat qu'il essaie de fonder sur des principes scientifiques explicables, mais aussi dont le travail technique est présenté comme adaptable aux situations d'agression moderne, et ce quel que soit le gabarit de son pratiquant.
Ed Parker décède en décembre 1990, à l'âge de 59 ans, de suites d'une crise cardiaque foudroyante. 

## Un grand promoteur des arts martiaux
La personnalité d'Ed Parker est principalement connu en Europe à travers son activité d'organisateur d'évènements et promoteur des arts martiaux.
Il fut le créateur et le principal animateur des Internationaux de karaté de Long Beach (Californie) aux États-Unis :
C'est notamment lors de ces internationaux que Bruce Lee, alors jeune pratiquant, révélera au monde son talent. C'est aussi dans ces internationaux que de nombreuses disciplines martiales furent révélées au monde. Le maître Parker y fera effectivement venir régulièrement de nombreux experts mondiaux, parfois inconnus, avec lesquels il échangera en enrichissant son Art.
Ces relations avec le monde du show-business, feront connaître Bruce Lee du grand public.

## Un écrivain prolifique
Ed Parker, écrivit un très grand nombre d'ouvrages dans sa vie de 1954 à 1990, par exemple : Kenpo-karaté, the zen of kenpo, les cinq volumes d'infinite insights into kenpo et l'encyclopédie du kenpo.
Il écrivit aussi des ouvrages plus spécifiques tels que : women self-défense et nunchaku.

## Un chercheur des arts martiaux
Ed Parker, dans son long travail d'élaboration de l'Art de l'American kenpo, va effectuer des recherches aussi diversifiés telles que :
[*]La physiologie (et l'étude des mouvements corporels) ;
[*]L'anatomie ;
[*]la physique.
Ces disciplines scientifiques d'apparence austère, viendront enrichir la structure théorique son Art, le rendant plus pragmatique et logique.
De même, au niveau technique, il fera de nombreuses recherches vers d'autres systèmes bien éloignés du kenpo hawaïen qu'il apprit du professeur William K.S Chow.
Il fera ainsi des échanges techniques avec le maître philippin Ben Largusa (et fera découvrir à son élève-instructeur Dan Inosanto, les arts martiaux philippins).
Il explorera aussi les systèmes de combat chinois et japonais, combinant par la suite les mouvements circulaires et directs des deux formes de travail en les intégrant à son Art après les avoir disséqués à travers le prisme des principes qu'il découvrit.
À partir de ces différents éléments, il développera un système de combat rapide, explosif, basé sur l'économie de mouvement, la fluidité, la combinaison de mouvements circulaires et directs, et la profusion de coups aux zones vitales du corps représentant l'American kenpo.

## Hommage
Une année après sa mort, en 1991, une dédicace lui est offerte sur le générique de fin du film « L'Arme parfaite » (The Perfect Weapon) de Mark DiSalle indiquant :« Ce film est dédicacé à Ed Parker et l'art du Kenpo ».